# Little Italy (Toronto)

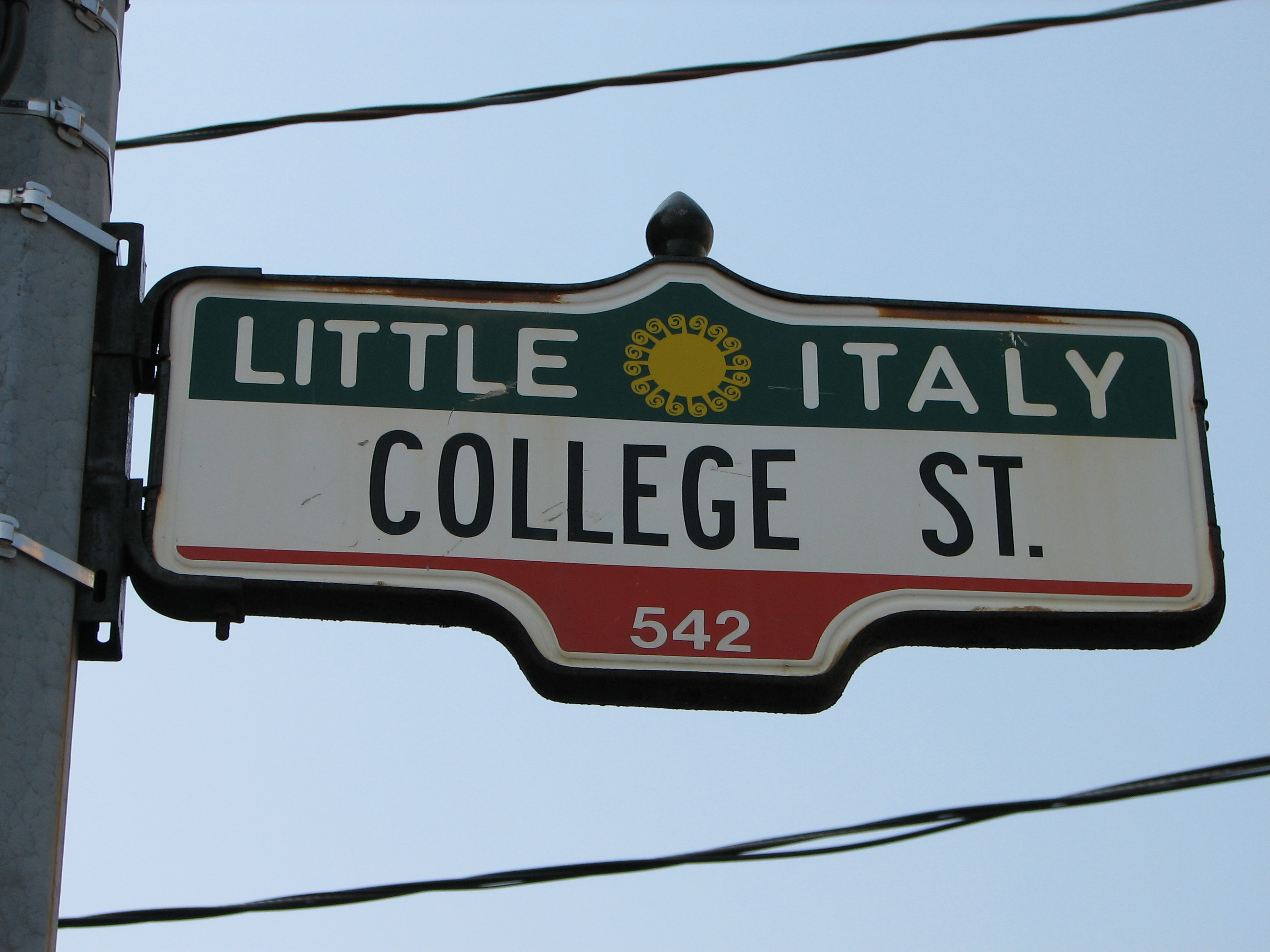
Tabliczka z nazwą ulicy i dopiskiem "Little Italy"

Małe Włochy – dzielnica kanadyjskiego miasta Toronto, zamieszkana głównie przez włoską mniejszość narodową. Mianem tym określa się okolice College Street sąsiadujące z dzielnicą portugalską, oraz nieraz także okolice zwane Corso Italia, znajdujące się na St. Clair West, pomiędzy Bathurst St. i Old Weston Rd.
Toronto jest największym skupiskiem Włochów poza ojczyzną, liczba imigrantów z Włoch szacowana jest na ok. 650.000. W dzielnicy skupionej wokół College Street znajduje się wiele tradycyjnych włoskich kawiarń z bilardem i ogródkami oraz sklepów. Jest także siedzibą Radia CHIN, założonego w 1966 przez Włocha, które udostępnia czas antenowy wielu audycjom narodowościowym, emitując audycje w 30 językach, w tym po polsku. Stacja nadaje także program TV. Misja integracji pomiędzy grupami narodowościowymi przejawia się także w organizacji pikniku (CHIN International Picnic, rokrocznie 1 lipca).
Okolice Corso Italia, drugiej dzielnicy określanej mianem „włoskiej”, mają mniej turystyczny charakter, choć znajdują się w niej również tradycyjne włoskie lokale.